# I skuggan av Bronx
I skuggan av Bronx (engelska A Bronx Tale), är en amerikansk drama-thriller från 1993 i regi av Robert De Niro med Chazz Palminteri, Lillo Brancato och Francis Capra i huvudrollerna. Filmen hade Sverigepremiär den 13 januari 1995.

## Handling
Filmen utspelas på 1960-talet i Bronx i New York. Där styr en av de mest dominanta maffiabossarna, Sonny, och den unge Calogero ser upp till Sonny. Båda blir goda vänner, men Calogeros far (spelad av Robert De Niro) försöker få sin son att sluta umgås i de kriminella kretsarna.

## Rollista (urval)
- Robert De Niro – Lorenzo Anello
- Chazz Palminteri – Sonny LoSpecchio
- Lillo Brancato – Calogero "C" Anello (som 17-åring)
- Francis Capra – Calogero "C" Anello (som 9-åring)
- Taral Hicks – Jane Williams
- Kathrine Narducci – Rosina Anello
- Clem Caserta – Jimmy Whispers
- Alfred Sauchelli Jr. – Bobby Bars
- Frank Pietrangolare – Danny K.O.
- Joe Pesci – Carmine